# Операція «Весняний щит»
Операція «Весняний щит» (тур. Bahar Kalkanı Harekâtı) — військова операція збройних сил Туреччини проти сирійських урядових сил, які підтримувалися армією Росії, Ірану та Хезболлою. Бойові дії розпочалися 27 лютого та тривали до 6 березня 2020 року на території сирійської провінції Ідліб.

## Передумови
27 лютого 2020 року під час наступу на північному заході Сирії позиції турецької армії у Балюні, провінція Ідліб, зазнали авіаударів, які, як стверджується, завдали ВПС Сирії та ВКС Росії. У результаті загинуло 36 турецьких солдатів, за повідомленнями, кількість поранених могла сягати від 36 до 60 осіб.
Наступного дня Міноборони Росії заперечило нанесення авіаударів і заявили, що доклали зусиль, щоб зупинити вогонь сирійських військових, задля сприяння безпечній евакуації турецьких військ. Росія заявила, що турецькі сили не повинні були бути присутніми в районі, де тривають "контртерористичні операції", і розкритикувала Туреччину за те, що вона не повідомила їх про присутність солдатів заздалегідь. 
Туреччина ж стверджувала, що Росія добре знала про дислокацію турецьких військ, оскільки дві країни регулярно спілкувалися з цього приводу.

## Хронологія

### 27–28 лютого
Після авіудару в Балюні Туреччина офіційно почала військову інтервенцію, розпочавши операцію «Весняний щит». Основною метою цієї операції було зупинити наступ урядових військ Сирії проти сирійських повстанців в Ідлібі та відкинути їх на позиції перед наступом. 
28 лютого Міністерство національної оборони Туреччини повідомило, що турецькі збройні сили відповіли на авіаудари та заявило, що «нейтралізували» 329 сирійських військовослужбовців. Крім того, вони стверджували, що успішно знищили п'ять гелікоптерів, 23 танки, 10 броньованих машин, 23 артилерії та гаубиці, одну систему ППО Бук-М1-2 і одну Панцирь-С1, що належали офіційному уряду.
Сирійський військовий чиновник визнав, що їхня броньована та технічна техніка була сильно обстріляна, що призвело до значної втрати їхнього арсеналу на північному заході Сирії.
За добу загинули турецький військовий, 11 сирійських військових і четверо членів ліванської Хезболли.

### 29 лютого
29 лютого турецька авіація завдала удару по Сирійському науково-дослідному центру в Сафірі. Який, як стверджував турецький чиновник, використовувався для розробки хімічної зброї.
Протягом дня від турецьких ударів загинуло 48 сирійських урядових солдатів і ополченців, у тому числі 14 бойовиків Хезболли. Також було знищено щонайменше 13 військових машин.

### 1 березня
1 березня два сирійських винищувачі Су-24 були збиті F-16 ВПС Туреччини. Усі четверо сирійських пілотів успішно катапультувалися. Обидві сторони конфлікту підтвердили збиття. В той же час турецький безпілотник TAI Anka був збитий сирійськими силами. Крім того, турецькі безпілотники нанесли ураження 47-мій бригаді у військовому аеропорту Хама.
Протягом дня 19 сирійських солдатів загинули внаслідок атак турецьких безпілотників.

### 2 березня
2 березня турецький безпілотник Bayraktar TB2 був збитий сирійськими силами протиповітряної оборони поблизу Саракіба.
Протягом дня турецький солдат і 26 сирійських урядових солдатів були вбиті під час зіткнень у Джебель-Аз-Завії, південній сільській місцевості Ідлібу, Саракібі та його сільській місцевості.

### 3 березня
3 березня сирійська армія захопила стратегічне місто Саракіб і кілька навколишніх сіл після того, як відкинула сили повстанців, яких підтримувала турецька артилерія та авіація. Кількість турецьких авіаударів по урядових цілях значно зменшилася на тлі подальшого просування уряду до міста Афіс. В той же час турецький F-16 над Ідлібом збив L-39 ВПС Сирії, з суперечливими повідомленнями щодо долі пілотів. Тим часом турецький безпілотник Bayraktar був збитий сирійською армією в західній сільській місцевості Алеппо.
Протягом дня п'ятеро турецьких солдатів були вбиті в результаті сирійського бомбардування авіабази Тафтаназ, Аль-Тарнаба та табору Аль-Мастоума.

### 4 березня
4 березня турецькі джерела стверджували, що Сухейл аль-Хассан —сирійський військовий офіцер, який нині служить командувачем спеціальним підрозділом сирійської армії, був поранений внаслідок удару безпілотника поблизу Саракіба. Турецький Bayraktar TB2 був збитий сирійськими військами в провінції Ідліб.
Протягом дня 19 сирійських солдатів і семеро несирійських бійців були вбиті внаслідок обстрілів з боку Туреччини та безпілотників у сільській місцевості Ідлібу.

## Припинення вогню

### 5 березня
5 березня 2020 року президенти Туреччини та Росії зустрілися в Москві для переговорів на високому рівні. Згідно з заявами турецького та російського лідерів за підсумками зустрічі віч-на-віч стало припинення вогню в районі Ідліба, яке мало набути чинності з 00:00 6 березня. Умови припинення вогню включали створення безпечного коридору протяжністю 6 кілометрів по обидва боки від шосе М4, який з 15 березня спільно патрулюватиметься Росією та Туреччиною.

## Втрати
З 27 лютого по 5 березня Туреччина заявила, що турецькі військові нейтралізували 3138 солдатів і проасадівських ополченців сирійської армії та знищили наступну техніку: 3 винищувачі, 8 вертольотів, 3 БПЛА, 151 танк, 47 гаубиць, 52 пускові установки, 12 протипуску 10 арсенальних складів та 145 бойових, технічних та бойових машин.
За незалежними оцінками, в результаті операції загинуло від 197 до 405 сирійських військовослужбовців.
За даними Oryx, втрати техніки сирійських урядових сил на землі склали 50 танків, 38 артилерійських гармат, 21 БМП та 31 одиниць іншої техніки.

## Наслідки
Внаслідок операції Туреччина змогла врятувати повстанців від повного розгрому.
З моменту підписання угоди про припинення вогню в березні 2020 року сирійські ВПС не завдавали авіаударів у зоні деескалації. 
Ця ситуація продовжувалася до 27 листопада 2024 року, коли повстанці почали масштабний контрнаступ сирійської опозиції, який призвів до падіння режиму Асада.

## Цікаві факти
На другу річницю початку операції, 27 лютого 2022 року, під час повномасштабного вторгнення Росії в Україну, Україна обстріляла колонну російських військ безпілотниками турецького виробництва Bayraktar TB2 у міжнародному аеропорту Херсона у Чорнобаївці. Посольство Туреччини в Києві відреагувало на ці авіаудари, назвавши їх «помстою» Росії за російські авіаудари по турецьким військам в Ідлібі у 2020 році і заявивши, що «є така річ, як божественна справедливість».